# Potros Salvajes UAEM
Los Potros Salvajes UAEM son un equipo de Fútbol Americano representativo de la Universidad Autónoma del Estado de México, con sede en la Ciudad de Toluca, Estado de México. Fundado en 1958, participó en categorías menores hasta 1981, cuando se creó la escuadra de Liga Mayor. Desde entonces participa en la Conferencia Nacional de la ONEFA. Actualmente es un equipo con presencia en todas la categorías amateur, incluyendo femeniles.

## Historia

### Era de Alberto "Chivo" Córdoba: los fundadores
En 1958 se creó la Universidad Autónoma del Estado de México. Ese mismo año, un grupo de estudiantes encabezados por los Hermanos Guadarrama, los Hermanos Salas, Gabriel Ezeta Moll y Francisco Nuñez González se reunieron con el entonces gobernador del Estado, el Dr. Gustavo Baz, con la intención de obtener apoyo para fundar un equipo de fútbol americano en la Universidad. Pocos meses la idea cristalizó, siendo el primer entrenador el Teniente Calero, jefe de la policía de la Ciudad de Toluca. El equipo inicialmente solo participó en la categoría intermedia.
En 1960, llegó como nuevo entrenador Alberto "Chivo" Córdova, miembro del salón de la fama, exjugador de los Pumas de la UNAM, y anterior miembro del personal de coucheo del legendario Roberto "Tapatío" Méndez. En 1961, con apenas un año de trabajo, Córdoba llevó al equipo a su primer campeonato de Intermedia. Esa misma temporada, Enrique "Grillo" Carvajal, Carlos Salas y el entrenador Córdoba decidieron el mote del equipo: "Potros Salvajes". De 1966 a 1971 no se pudo renovar el contrato con el entrenador "Chivo", pero en 1972 de nuevo tomó las riendas del equipo para llevarlos una vez más al campeonato en Intermedia. En la estrategia del entrenador se hizo patente la necesidad de contar con semilleros en la categoría Juvenil, por lo que se organizaron los primeros torneos interprepas y posteriormente el equipo en dicha categoría.

### Era de Leonardo Lino: el ingreso a la Liga Mayor
En febrero de 1978 falleció Don Alberto "Chivo" Córdoba, no sin antes haber dejado uno de sus herencias más valiosas para el equipo: el nacimiento de las categorías infantiles de los Potros Salvajes. La escuadra fue entonces dirigida por Leonardo Lino, legendario exjugador de los Cóndores de la UNAM.
Para 1980, Lino creó el equipo de Liga Mayor en su primera generación. En ese mismo 1980, comienzan a participar en la Conferencia Nacional de la ONEFA, la liga de ascenso. No obstante los notables logros del equipo a lo largo de los años en cuanto a calidad de juego, la escuadra auriverde logró en 1985 la primera calificación a postemporada perdiendo en semifinal con las Panteras Negras de la UAMI

### Era de Víctor Benítez el Vikis
En el año de 1987, el entrenador Victor Benítez toma las riendas del equipo sin lograr calificar.

### Era de Raúl García
Allá por el año de 1988, el entrenador Raúl García queda al mando de los Potros, teniendo entre sus mejores jugadores al legendario Ramón "Feto" Favela uno de los mejores pasadores del equipo. Pocos fueron los logros en ese entonces, salvo aquella selecciones nacionales como en mismo "Feto", Luis Farfan, Bravo Godoy, quienes participaron en el Tazón Azteca 1988 efectuado en el Estadio Alberto "Chivo" Córdova

### Era de Juan Carlos Maya
A principios de los 90 llega al mano de los Potros Salvajes el entrenador Juan Carlos Maya, en esta época aparecen los primeros logros en liga mayor, ya que en los años de 1993, 1995 y 1996 se califica a cuartos de final y en 1997 se llega a semifinales después de ir a jugar a Chihuahua contra los Borregos Salvajes Chihuahua y ganarles el partido de cuartos de final, en semifinal se pierde con Guerreros Aztecas 42 - 21.

### Era Carlos Fonseca Mendiola
Con la salida del entrenador Maya, el equipo se queda con Carlos Fonseca, quien renueva al personal de coacheo, ese mismo año desaparece el equipo de Búfalos de Toluca y el entrenador Fonseca les da la oportunidad de integrarse al equipo con lo que hay un recorte quedando fuera tanto jugadores de Potros como de Búfalos, pero logrando en lo que parecía un equipo muy completo, sin embargo pese a la buena temporada se califica y se pierde en cuartos de final contra Gamos del CUM 15 a 12. Al siguiente año el último de Fonseca como entrenador jefe no se logra calificar al perder con los Frailes en el último juego de temporada, esa temporada cumplen su elegibilidad cerca de 20 jugadores todos ellos titulares dejando el equipo con bajas sensibles.

### Era Ramón Ruiz "El Loco"
El entrenador Fonseca sale previo a la temporada de mayor del 2000, Ramón Ruiz queda a cargo teniendo una de las peores temporadas en varios años ya que solo se logra una victoria, al siguiente año se logran dos victorias, en el 2002 el equipo está más compacto y se ganan 3 juegos, perdiendo con Leones de la Anáhuac en el último de temporada y así perder la posibilidad de calificar. En 2003 se logra calificar a cuartos de final pero son eliminados por Leones de la Anáhuac.

### Era del entrenador José Luis Trejo
Algunas situaciones extrañas llegan al equipo y el entrenador Ramón Ruiz y su personal es despedido para dar cabida a José Luis Trejo (entrenador asistente de Tigres de UANL) como entrenador jefe ante la queja de exjugadores, jugadores y los coaches recientemente despedidos, el entrenador Trejo dirige la intermedia perdiendo todos sus juegos, en mayor el equipo logra quedar 3 ganados y tres perdidos en 2004.

### Era de Carmelo "Fox" Velázquez
En 2005 el entrenador Carmelo es elegido para el cargo de entrenador jefe invitado por el entonces presidente del patronato Lic. Víctor Manuel Macedo James, llevando ese año a la categoría intermedia a la final, que se pierde contra Centinelas 6 - 0. En mayor se quedan a un paso de calificar con un récord de 3 ganados y 3 perdidos. En 2006 se logra la calificación del equipo de liga mayor llegando a semifinales enfrentando a Burros Blancos con quien se pierde. En 2007, con Carmelo "Fox" Velázquez como entrenador en jefe, se obtiene el 3.er. campeonato de Intermedia en la conferencia II. Al año siguiente, el equipo mayor logró calificar en la Conferencia Nacional perdiendo solo un juego, y llegó hasta la semifinal contra Centinelas pero se vuelve a perder. En 2008 la intermedia campeona del 2007 no logra repetir pese a tener mejor equipo y queda eliminada en cuartos de final, en mayor se logra calificar claramente, se gana en cuartos de final a Linces Guadalajara y aunque en medio de una controversia: Leones UMM y Lobos UAC, equipos semifinalistas, no asistieron a sus partidos de postemporada alegando parcialidad de la Liga en favor de Potros Salvajes, el equipo avanza a la Final de la Conferencia Nacional. No obstante, el equipo se enfrentó por el campeonato contra el ampliamente favorito Águilas de Chihuahua, ante quienes perdieron 28-9 en una final que será largamente recordada por la polémica suscitada. Con esta temporada, los Potros Salvajes lograron su tercer pase consecutivo a playoffs, por lo que quizá en los próximos años podrían convertirse en una potencia regional.
2009, la categoría intermedia con su récord ganador de 5 -1,y con Sergio la Bruja Rodríguez como HC queda campeón pese a que no hubo postemporada por la epidemia del virus AH1N1 de la influenza. Mayor se enfrenta a Frailes en su primer juego de temporada, perdiendo 28-6, y en el segundo vence a Halcones de la Veracruzana por 20 - 6.
En 2009 se logra la primera final de potros en casa la cual se pierde 20-19 contra Leones de la UAC Cancún el la conferencia tres (Sur).
En el 2010, en el Estadio Juan Josafat Pichardo Cruz, los Potros Salvajes UAEM de intermedia, reciben en la final de la Conferencia II Leonardo Lino a Linces UVM Querétaro, todo indicaba que sería un partido cerrado como en la semana 3 de temporada regular donde el marcador terminó con diferencia de un solo punto (6-7) a favor de los auriverdes mexiquenses, sin embargo, ante la algarabia de una tribuna llena, Ramón Zambrano, Alberto Aguilar, Octavio Jiménez, Nicolas Vital, Hugo Ayala y García Ochomogo, logran 35 puntos a favor de los Salvajes que, gracias al excelente juego de todo el equipo, blanquean a linces para quedarse con el Campeonato.
En Liga Mayor, lograron su primer campeonato en la temporada 2010 luego de vencer a los Leones UA por 23 a 20, esto en la conferencia sur o tres.  En la temporada 2012 volvieron a conseguir el campeonato luego de derrotar en series extras a Pumas Acatlán por 40-28 en la conferencia nacional.

### Era del entrenador Sergio ¨La Bruja¨ Rodríguez
El

## Patronato
En 1972, se creó un patronato para poder ayudar al equipo en lo económico y moral, siendo su primer Presidente el Lic. Martínez Legorreta quien estaría en el cargo hasta mediado de los 80; 1990 Seguiría en el cargo el Ing. Roberto Gutiérrez López quien logró un convenio con la UAEM y se logra estrenar cada año utilería y uniformes, lo que no era usual en esas épocas; 1995, llega al Patronato Leonardo Lino quien sería el gestor de la construcción de las gradas de local que hoy en día tenemos así como el alumbrado; 1998 el presidente sería el Ing. Arturo Gracia Tenorio logrando actualizar el convenio con la UAEM para tener mejores beneficios como utilerías, clínicas para entrenadores; 1999 el Lic. Salomón Soto buscó con el entrenador Carlos Fonseca atraer patrocinios para el equipo; 2001 llega el C.D. Victor Gómez quien cambia el convenio y permite que la UAEM sea quien designe al personal de entrenadores y no el Patronato como estaba establecido previamente; 2004 llega el Lic. Víctor Macedo quien con su equipo de trabajo invita al equipo al entrenador Carmelo Apolonio Velázquez "FOX" como entrenador jefe del equipo tras la salida del entrenador Trejo; 2005 llega el Lic. Roberto Gutiérrez Gallardo, quien a sus 29 años asume el cargo, logrando el mejoramiento de las instalaciones desde el empastado artificial del campo, se empasta el campo de entrenamiento y la dignificación de las unidades sanitarias entre otros beneficios; se apoyó al entrenador "FOX" para traer un nuevo coordinador ofensivo, se mejoró la operación de las categorías infantiles coordinadas por Francisco del Real "El Nazi" sanean sus finanzas y se obtienen mejores resultados de los últimos años; 2008 se designa a los Potros Salvajes como la mejor organización infantil y se repite en el 2009 se lleva a cabo en noviembre de 2008 la ceremonia del 50 aniversario en el aula Magna conjuntando a los fundadores del equipo así como a las generaciones más noveles del equipo. En septiembre de 2009 cede la estafeta al Ing. Arturo García Tenorio quien repite en el cargo (1998).